# جنیفر شور
جنیفر شور (انگلیسی: Jennifer Schuur؛ زادهٔ ) فیلم‌نامه‌نویس و تهیه‌کننده تلویزیونی اهل ایالات متحده آمریکا است.
از فیلم‌ها یا مجموعه‌های تلویزیونی که وی در آن‌ها نقش داشته‌است، می‌توان به دوست نابغه من، عشق بزرگ، کواری و هانیبال اشاره نمود.